# NGC 5481
NGC 5481 é uma galáxia elíptica (E) localizada na direcção da constelação de Boötes. Possui uma declinação de +50° 43' 25" e uma ascensão recta de 14 horas, 06 minutos e 41,1 segundos.
A galáxia NGC 5481 foi descoberta em 15 de Maio de 1787 por William Herschel.